# Заклятие (Ветхий Завет)
Заклятие (от херем, слав. «обет») в Ветхом Завете — ветхозаветная жертва Богу, понятие заклятия является одной из форм ветхозаветной Ортопраксии.
Могло существовать в двух формах: либо своё имущество, переданное Богу представителем еврейского народа, либо придание в жертву народа, враждующего против Царства Божия.
Во втором случае накладывалось пророком целиком или частично на военную добычу и обозначало принесение всей или части добычи в жертву Богу.
Одним из первых таких ситуаций полного заклятия было заклятие в Святой Земле Иерихона Иисусом Навином.
Всё живое было убито, всё, что могло гореть сожжено, строения разрушены, а все металлические предметы были отправлены в Храм.

Описание заклятого при взятии Иерихона:

15 Когда в седьмой раз священники трубили трубами, Иисус сказал народу: воскликните, ибо Господь предал вам город! 16 город будет под заклятием, и всё, что в нём, Господу; только Раав блудница пусть останется в живых, она и всякий, кто у неё в доме; потому что она укрыла посланных, которых мы посылали; 17 но вы берегитесь заклятого, чтоб и самим не подвергнуться заклятию, если возьмёте что-нибудь из заклятого, и чтобы на стан [сынов] Израилевых не навести заклятия и не сделать ему беды; 18 и всё серебро и золото, и сосуды медные и железные да будут святынею Господу и войдут в сокровищницу Господню. 19 Народ воскликнул, и затрубили трубами. Как скоро услышал народ голос трубы, воскликнул народ громким голосом, и обрушилась стена [города] до своего основания, и народ пошёл в город, каждый с своей стороны, и взяли город. 20 И предали заклятию всё, что в городе, и мужей и жён, и молодых и старых, и волов, и овец, и ослов, [всё истребили] мечом.
— Нав. 6:15—20
Человек, нарушивший это предписание, сам становился заклятым, и, как заклятый, подлежал уничтожению со всей своей семьёй и своим имуществом (Нав. 7:11, также см. Ахан).
До тех пор, пока заклятый был среди израильского народа (Нав. 7:11—13), Бог не оказывал народу благодеяния и они терпели поражения.